# Sisyrinchium galapagense
Sisyrinchium galapagense är en irisväxtart som beskrevs av Pierfelice Ravenna. Sisyrinchium galapagense ingår i släktet gräsliljor, och familjen irisväxter.
Artens utbredningsområde är Galápagosöarna. Inga underarter finns listade i Catalogue of Life.